# Debra Byrd
Pour les articles homonymes, voir Byrd.
Debra Byrd, née le 19 juillet 1951 et morte le 5 mars 2024, est une chanteuse américaine. Elle a travaillé avec Barry Manilow et Bob Dylan. Elle a été coach vocale pour American Idol et Canadian Idol.

## Biographie

### Formation
Debra Byrd fait ses études à l'université d'État de Kent, avant de rejoindre le Karamu House à Cleveland, le plus ancien théâtre afro-américain des États-Unis.

### Carrière
De 1974 à 1979, Debra Byrd est membre du trio Lady Flash, accompagnée de Reparata Mazzola et Monica Pege. Le groupe accompagne Barry Manilow comme choristes, et produit une chanson en 1976 intitulée Street Singing.
En 1979, Debra Byrd rejoint Bob Dylan pour sa tournée Hard to Handle. En 1986, elle participe à la tournée australienne du groupe The Heartbreakers. 
Elle contribue à la bande son de plusieurs films, notamment Le Roi lion 2, Le Roi lion 3 et Sister Act 2.
En 2002 Debra Byrd devient coach vocale pour American Idol pendant les 10 premières saisons. Elle occupera aussi ce rôle pendant les six saisons de Canadian Idol, de 2003 à 2008. En 2012 elle rejoint The Voice en tant que répétitrice,. 
En 2013, Debra Byrd rejoint le Musicians Institute à Los Angeles, nommée à la chaire de chant.